# Конвой № 1092
Конвой № 1092 — японський конвой часів Другої світової війни, проведення якого відбувалось у жовтні 1943 року.
Конвой сформували для проведення групи транспортних суден до Рабаула — головної передової бази в архіпелазі Бісмарка, з якої японці вже два роки провадили операції на Соломонових островах та сході Нової Гвінеї. Вихідним пунктом при цьому був атол Трук (нині Чуук) у східній частині Каролінських островів, який до лютого 1944 року виконував роль транспортного хабу, через який здійснювали постачання японських сил у кількох архіпелагах (ще до війни на Труку створили потужну базу ВМФ).
До складу конвою № 1092 увійшли транспорти «Теннан-Мару» й «Окіцу-Мару», а ескорт забезпечував мисливець за підводними човнами CH-30.
Під вечір 9 жовтня 1943 жовтня судна вийшли з Труку та попрямували на південь, а 13 жовтня без втрат прибули до Рабаула.